# 石川竜一郎
石川 竜一郎（いしかわ りゅういちろう）は、日本の経済学者。早稲田大学国際学術院教授。

## 主な略歴
- 1997年 東京理科大学経営学部経営学科卒業
- 1999年 一橋大学大学院経済学研究科修士課程修了
- 2002年 一橋大学経済学研究科博士後期課程単位取得退学
- 2002年 一橋大学助手
- 2003年 博士（経済学）（一橋大学）
- 2003年 日本学術振興会特別研究員
- 2003年 カリフォルニア大学バークレー校 博士研究員
- 2005年 筑波大学大学院システム情報工学研究科 講師
- 2011年 筑波大学システム情報系 講師（組織名変更の為）
- 2013年 筑波大学システム情報系准教授
- 2014年 カリフォルニア大学デイビス校 滞在研究員
- 2016年 早稲田大学国際学術院准教授
- 2020年 早稲田大学国際学術院教授

## 主な所属学会
- Econometric Society
- 日本経済学会
- 数理経済学研究センター
- 人工知能学会など

## 主な受賞
- 2007年 日本経済研究奨励財団奨励金
- 2010年 筑波大学社会工学類教育貢献賞
- 2011年 日本経済研究奨励財団奨励金
- 2011年 Best Paper Award in 12th International Conference on Global Business and Economic Development (SGBED)
- 2012年 石井記念証券研究振興財団研究助成金
- 2013年 公益財団法人稲盛財団研究助成

## 著書
- 『Belief, Rationality, Equilibrium in Game Theory』 2003年
- 『社会工学が面白い』 開成出版、2008年。
- 『制度と認識の経済学』 NTT出版、2013年。